# Tisztesfű
A tisztesfű (Stachys) az ajakosvirágúak (Lamiales) rendjébe és az árvacsalánfélék (Lamiaceae) családjába tartozó nemzetség.

## Fajok
A lista nem teljes.
- Stachys aberdarica T.C.E.Fr.
- Stachys affinis Fresen.
- Stachys ajugoides Prodan
- Stachys albicaulis Bert. ex Benth.
- Stachys alopecuros Benth.
- Stachys alpina L.
- Stachys anisochila Vis. & Pančić
- egynyári tisztesfű (Stachys annua L.)
- Stachys arenaria Vahl
- mezei tisztesfű (Stachys arvensis (L.) Walter)
- Stachys balensis Sebsebe
- Stachys burchelliana Launert
- Stachys byzantina K.Koch
- Stachys candida Bory & Chaub.
- Stachys chrysantha Boiss. & Heldr.
- Stachys ciliata Dougl. ex Benth.
- Stachys circinata L’Hér.
- Stachys citrina Boiss. & Heldr. ex Benth.
- Stachys coccinea Hook. & Arn.
- Stachys corsica Pers.
- Stachys costaricensis Briq. ex T.Durand & Pittier
- Stachys cretica (Forssk.) Sibth. & Sm.
- Stachys dinteri Launert
- Stachys duriaei-hirta Batt.
- Stachys floridiana Shuttlew. ex Benth.
- Stachys fontqueri Pau
- Stachys germanica L.
- Stachys glabra Riddell
- Stachys glabrata Simonk.
- Stachys glandulifera Dalla Torre & Sarnth.
- Stachys hyssopifolia Vahl ex Benth.
- Stachys inclusa Epling
- Stachys ionica Halácsy
- Stachys iva Griseb.
- Stachys janiana Janka
- Stachys lanata Crantz
- Stachys langmaniae Rzed. & Calderón
- Stachys lavandulifolia Vahl
- Stachys limitanea A.Nelson
- Stachys lusitanica Bory & Chaub.
- Stachys macrantha (K.Koch) Stearn
- Stachys macrostachya Briq.
- Stachys mairei H.Lév.
- Stachys monnieri (Gouan) P.W.Ball
- Stachys obtusifolia MacOwan
- Stachys ocymastrum (L.) Briq.
- orvosi tisztesfű (Stachys officinalis Franch.)
- mocsári tisztesfű (Stachys palustris (L.) Walter)
- Stachys pumila Sol.
- hasznos tisztesfű (Stachys recta (L.) Parol. ex Vis.)
- Stachys riddellii House
- Stachys rifana Font Quer & Maire
- erdei tisztesfű (Stachys sylvatica L.)
- Stachys taurica Zefir.
- Stachys tenella Skan
- Stachys affinis Naudin